# Das Tagebuch der Anne Frank
Das Tagebuch der Anne Frank è un film drammatico tedesco del 2016, diretto da Hans Steinbichler.

## Trama
Il film è un adattamento cinematografico del Diario di Anna Frank e racconta la vita di Anna dagli anni felici di Francoforte, passando per il trasferimento ad Amsterdam fino alla sua morte nel campo di concentramento di Bergen-Belsen.
Il film inizia con la visione di un'atmosfera serena, datata 1935, ambientata a Sils, località svizzera dove i Frank si recano in vacanza. Anna ha sei anni, gioca con le amichette in presenza della nonna durante il picnic sotto lo sguardo preoccupato dei genitori, che hanno ben altri pensieri per via dei tempi che corrono: Otto, il padre, dice che sarebbe bello poter stare a Basilea, ma i Paesi Bassi sono più vicini ad Aquisgrana e Francoforte, città che Anna vorrebbe visitare. La madre, Edith, invece ama Amsterdam e lì vorrebbe rimanere. Il padre è convinto che la sua azienda (produttrice di pectina) farà cose straordinarie soprattutto per le donne. 
Anna scende con il gatto di casa, Moortje, in braccio, mentre ascolta i genitori discutere sulle crescenti manovre dei nazisti. Otto si chiede con preoccupazione: "Cosa faremo? Amsterdam chiuderà le porte agli ebrei...". La conversazione riflette il loro senso di frustrazione per l'obbligo di esibire pubblicamente, in quanto ebrei, le stelle gialle cucite sugli abiti con la scritta in olandese Jeed (Jude: giudeo). 
Durante l'estate, la famiglia Frank si trova sul mare del Nord. Anna, insieme alla sorella Margot e ad alcune amiche, si immerge in acqua, mentre i genitori osservano la scena. Improvvisamente, un gruppo di giovani fanatici in uniforme estiva azzurra e blu si avvicina, gridando alle ragazze: "Ebree, uscite dall'acqua! Dovete indossare il distintivo con la stella gialla. Non vi è permesso andare al mare, salire sul tram, andare in bici o al cinema." A questo punto scatta la protesta di Anna che si chiede se sia giusto subire tutto questo. Otto, il padre, interviene per zittire i giovani che finalmente se ne vanno. Lei narrerà questo episodio nel suo diario in un dialogo con l'amica immaginaria Kitty a cui si rivolge aggiungendo: "Strana sensazione per una scolaretta, non ho un'amica, ho si, i genitori, ho anche una sorella e conosco 30 amiche...".
Un giorno, Anna chiede al padre se può tenere un cane. Lui le risponde che agli ebrei è vietato, come è stato deciso dalle autorità naziste. Anna, che è già matura per la sua età, confida al padre che guarda i ragazzi, ma il genitore preferisce chiudere il discorso preparandola agli imminenti tempi bui, spiegando di dover andare tutti via e preparare i bagagli aggiungendo però in tono preoccupato un "per dove?".
Per l'intera famiglia è arrivato il momento di lasciare il loro alloggio di Amsterdam in piazza Merwedeplein 37-2, purtroppo il gatto Moortje non può essere portato con loro e viene lasciato in casa.
È il 6 luglio 1942. Comincia il nascondimento in un'altra casa Alloggiano in un appartamento al piano superiore, la Acter-huis, la "retro-casa" come viene chiamata da Anna. 
Per accedervi si deve passare dietro una porta celata da armadio a scaffali in vista (ospitano documenti contabili) la quale immette a una stanzetta con una ripida scala di legno che porta al piano superiore. L'alloggio è offerto da persone di buon cuore che vogliono contrastare la follia nazista aiutando gli ebrei. Sotto c'è un'officina facente parte di una piccola fabbrica di confezioni alimentari, tipo marmellate con i macchinari. Gli operai non sanno nulla della presenza di persone ospitate, questo per mantenere una misura di sicurezza. Alla famiglia Frank vengono date delle raccomandazioni a cui attenersi strettamente, quali quella di non sporgersi dalle finestre, fare silenzio durante la pausa pranzo degli operai, non utilizzare il bagno di giorno e ricordarsi che solo al fine settimana è concessa maggiore libertà senza, ovviamente, mai lasciare la casa.
A loro, in un secondo tempo, si aggiungono altri ebrei da proteggere e sottrarre allo sterminio: i Van Damme, una coppia ricercata dalla Gestapo con un figlio adolescente e un gatto, Mouschi. Nelle conversazioni in casa, si viene a sapere che le linee telefoniche sono bloccate per gli ebrei, idem per le tessere che servono per comprare alimenti, tutto viene bloccato anche perché considerati fuggitivi.
Si discute della decisione imposta dalle autorità: verrà rilasciata una tessera rossa per gli ebrei che possono restare facendosi sterilizzare, oppure di colore nero, ma questa comporta la deportazione. 
In un secondo tempo, alla coppia con il figlio si aggiunge Albert Dussel (vero nome fu: Fritz Pfeffer), un dentista ebreo berlinese che si trova bloccato ad Amsterdam.
Anna, facendo pulizie con la sorella Margot rompe una porcellana boema appartenente alla signora Petronella Van Damme (vero nome fu: Augusta Van Pels) che va su tutte le furie perché è l'unico ricordo rimastole. Quando i toni si fanno più accesi, Anna, che prima aveva cercato con la sorella di prenderla più scherzosamente, si chiude in bagno ma le rimostranze della signora aumentano a tal punto da costringere suo marito, Hans (vero nome: Herman Van Pels), a finirla. A questo punto anche il padre di Anna, Otto, vedendo la situazione assurda creatasi, chiede il silenzio e la calma da parte di tutti.
In un momento in cui è accanto al padre, Anna gli confida di volergli più bene che alla madre. Più tardi, la madre, alla sera, cerca la riconciliazione con la figlia e chiede se vuole pregare con lei. Anna rifiuta. E nel diario annota: "la mia freddezza ha destato dolore in mia madre, anche per le mie battute, ma mi hanno reso insensibile ad ogni rimprovero, anche mio padre se n'è accorto...".
La sorella invita Anna a chiedere scusa alla madre, ma lei risponde che non le vuole bene e che vorrebbe prenderla a schiaffi. Margot visibilmente contrariata da queste affermazioni aggiunge che la morte della madre la renderebbe disperata.
17 novembre 1944: sono passati 134 giorni nel retro-casa.
Al momento del pranzo, il dentista Dussel discetta sugli alcolici in tutte le lingue escludendo il tedesco perché da lui considerata
lingua "non civile", dopo insegna ad Anna come pelare un frutto tenendo correttamente il coltello ma lei si sente immersa in quello che chiama "atmosfera desolante" soprattutto pensando ai periodi felici della sua breve vita.
Altra scena: Anna cade dalle scale: il rumore prodotto provoca grande ansia in tutti. Si cerca di fare silenzio per terrore che i due operai al piano inferiore possano sentire.
Il 23 giugno 1943 la mamma di Anna, Edith, trova in un secchio adibito a spazzatura un pezzo di carta strappato contenente uno scritto della figlia. Lei preoccupata la sgrida invitandola a bruciare subito ogni scarto perché potrebbe essere trovato denunciando la loro presenza. Anna a questo punto piange dicendo di non riuscire ad immaginare la vita con lei o con la signora Van Damme.
Edith va dal marito, Otto, rimproverandolo di difenderla sempre.
In camera Anna si accorge di essere attratta dal figlio dei Van Damme (vero nome: Peter Van Pels, di tre anni più vecchio), confidandogli, mentre accarezza il loro gatto Mouschi (che prima neppure considerava pensando al suo Moortje) che un giorno diventerà famosa.
Si odono i fragori dei bombardamenti. Tutti sono presi dal panico e si lamentano del mancato arrivo degli Inglesi. Il padre Otto più riflessivo dice che gli alleati bombardano per arrecare danni all'industria bellica tedesca.
Radio Londra da l'annuncio dell'armistizio in Italia, in casa si commenta la notizia, Hans Van Damme parla di Napoli aggiungendo che a questo punto i tedeschi bestemmieranno il re italiano. Si crea un clima di euforia quando purtroppo quest'ultimo intonerà a voce un po' alta l'inno inglese. Un operaio di sotto ferma le macchine appoggiando l'orecchio a una trave. Fortunatamente il capo interviene ordinando di riavviare l'attività tanto "sono i topi a muoversi".
28 ottobre 1943, dopo 530 giorni nella casa, si prega Adonai. Nella stanza Peter bacia Anna, il padre Otto si accorge di questo dicendo che non approva questi "sbacciucchiamenti", essendo lei solo una 14.enne. Lei risponde che riceve per via del suo carattere solo rimproveri e che vuole fare chiasso per non essere triste. Da due anni non ha acquisito una indipendenza, sentendosi però intimamente indipendente nel corpo e nell'anima. Il padre lamenta alla figlia il fatto di non meritare simili rimproveri. 
Hans Van Damme intanto si illude, grazie all'ascolto di Radio Londra che oramai gli Anglo-americani siano vicini, che il "mondo libero" sia alle porte: "forse a ottobre, novembre saranno già qui...".
12 giugno 1944: Anna compie 15 anni e annota nel diario l'atmosfera fiabesca della liberazione che tutti sentono con "una speranza che infonde coraggio".
Arriva la fatidica data del 4 agosto 1944, sono trascorsi complessivamente 750 giorni rinchiusi in casa, quando bussa alla porta un agente della Gestapo, in abiti civili, con un gruppo di militari nazisti. Viene subito ordinata la perquisizione dopo che viene chiesto chi sia il proprietario della struttura abitativa, poiché "si sospetta la presenza di ebrei nascosti".
Purtroppo la vicenda finirà tragicamente: il nascondiglio dietro la falsa libreria viene scoperto. Solo Otto riuscirà a sopravvivere alla famiglia. Si vede, verso la conclusione, il dramatis personae della situazione: prima dei titoli, le sorti dei personaggi, tutti ovviamente realmente esistiti.

## Distribuzione
È stato distribuito il 3 marzo 2016 in Germania e in Austria. Ha debuttato il 16 febbraio come parte di una proiezione speciale della 66ª mostra del cinema di Berlino.

## Curiosità
L'attore Ulrich Noethen che ha interpretato Otto Frank ha già lavorato in Downfall (film del 2004, interpreta Himmler: La caduta - Gli ultimi giorni di Hitler) e My Führer film del 2007 (Mein Führer - La veramente vera verità su Adolf Hitler).